# Skat (yacht)
M/Y Skat är en superyacht tillverkad av Lürssen i Bremen i Tyskland. Hon levererades 2002 till sin ägare Charles Simonyi, en amerikansk IT-entreprenör. Nuvarande ägare är Kjell Inge Røkke. Skat designades exteriört av Espen Øino medan interiört designades av Marco Zanini. Superyachten är 70,7 meter lång och har en kapacitet för tio passagerare fördelat på fem hytter. Den har en besättning på mellan 18 och 20 besättningsmän.
Skat kostade $75 miljoner att bygga.

## Bilder

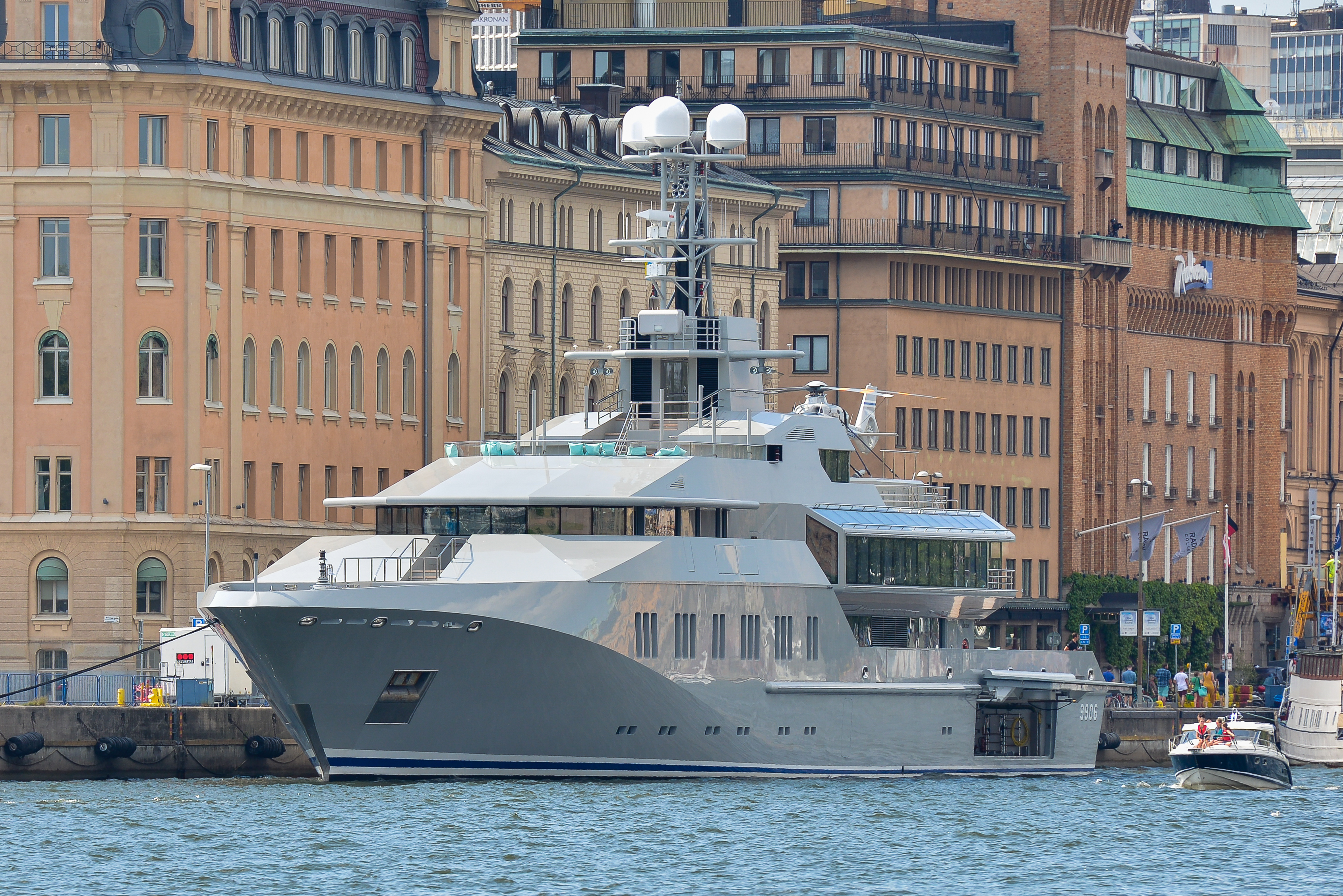
Skat i Stockholm i Sverige, 2018.
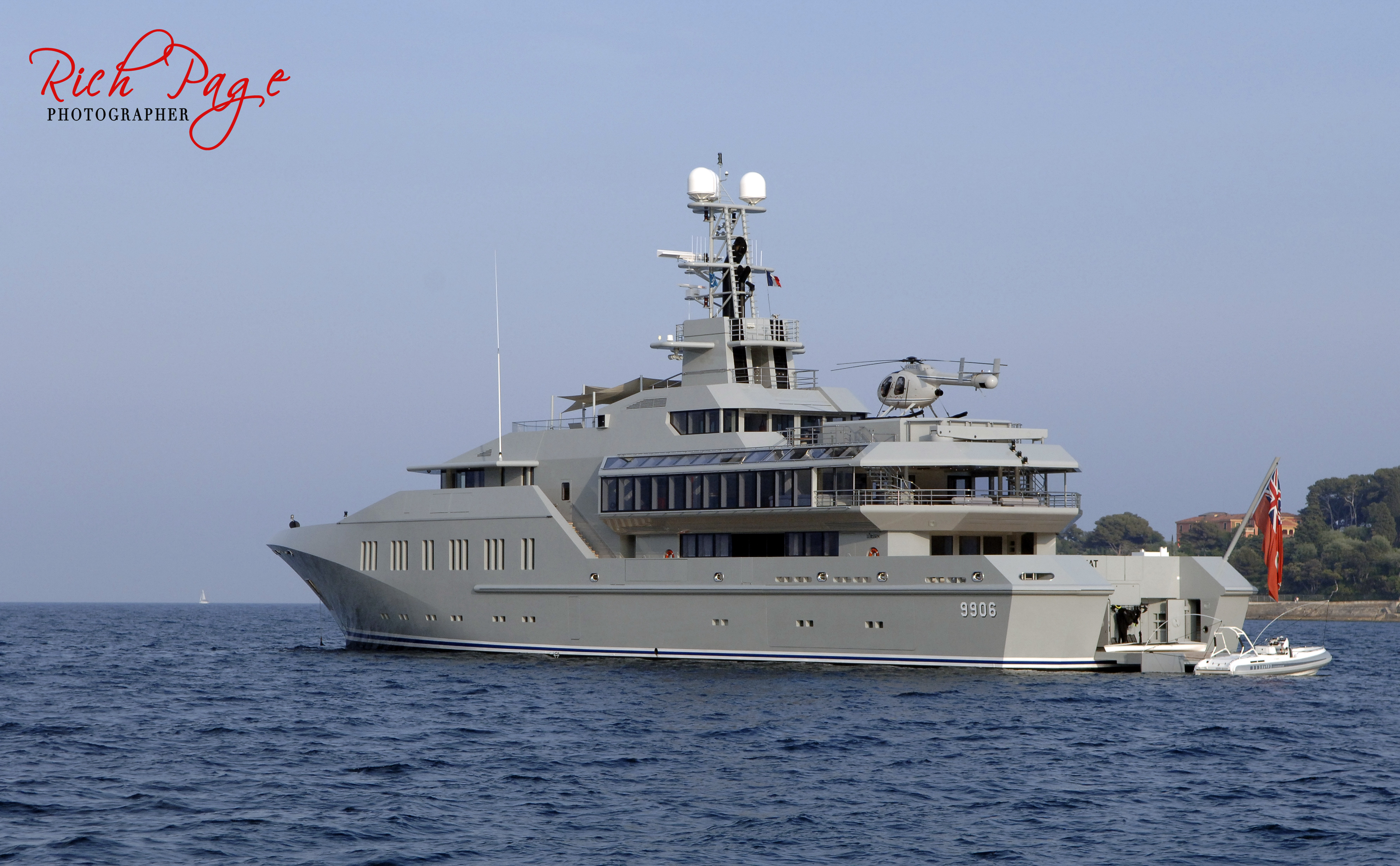
Skat utanför Beaulieu-sur-Mer i Frankrike, 2006.
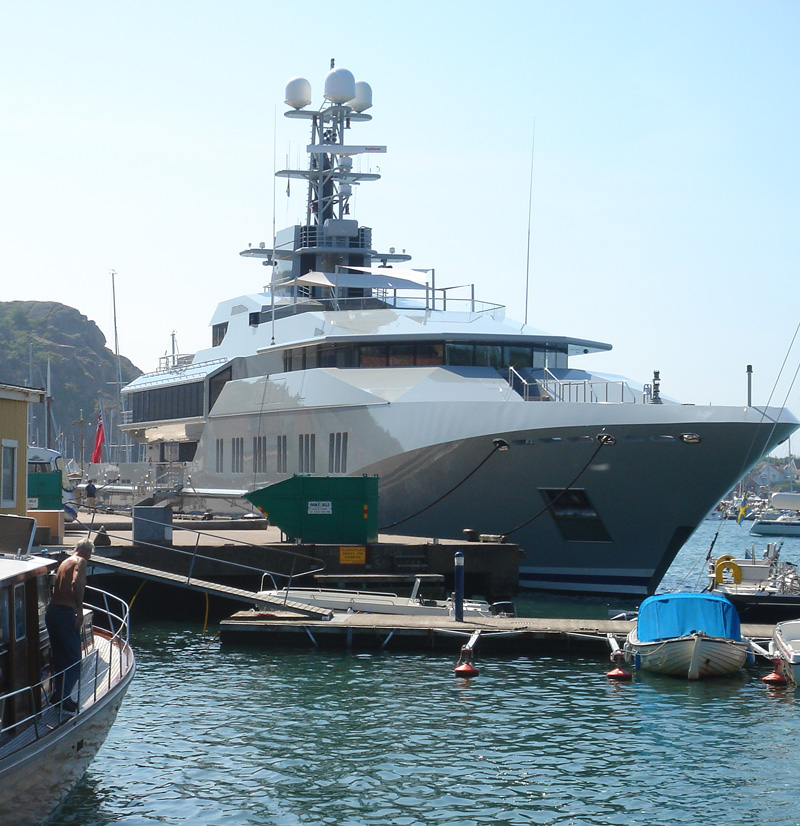
Skat i Fjällbacka, juli 2006.